# سیارک ۷۰۶۱
سیارک ۷۰۶۱ (به انگلیسی: 7061 Pieri، نامگذاری:1991PE1) هفت هزار و شصت و یکمین سیارک کشف شده‌است که در ۱۵ اوت ۱۹۹۱ کشف شد.
قدر مطلق سیارک برابر ۱۲٫۶۰ است.